# Trevelgue Head
Trevelgue Head, noto anche come Porth Island, è un promontorio a nord-est di Newquay, in Cornovaglia, in Inghilterra, vicino a Porth all'estremità orientale della baia di Newquay.
È il sito di una fortezza su promontorio dell'età del ferro con bastioni difensivi e due tumuli circolari risalenti alla rima età del bronzo.

## Caratteristiche
La penisola è collegata alla terraferma all'estremità orientale; a sud (l'odierna Porth) si trova un porto naturale. Il South West Coast Path traccia il perimetro della parte orientale della penisola.
Sul lato est sono presenti terrapieni difensivi. C'è un'unica sponda e fossato sulla parte più ampia della penisola vicino alla terraferma. L'ampia enclosure tra questo ei bastioni più a ovest è protetta da scogliere sul lato settentrionale; sul lato sud c'è uno strapiombo più piccolo sul mare, un tempo protetto da un prolungamento del bastione esterno.
C'è un varco nella penisola, attraversato da un ponte moderno dove potrebbe esserci stato in origine un ponte continentale; immediatamente prima di questo ci sono tre enormi argini e fossati. Al di là del divario e adiacente ad esso c'è un bastione e un ultimo bastione più a ovest.
Ci sono due tumuli rotondi della prima età del bronzo all'interno delle difese: un tumulo nell'enclosure orientale vicino alle scogliere, di 18 metri (59 piedi) di diametro e 1,6 metri (5,2 piedi) di altezza; e un tumulo alla sommità della penisola, vicino all'estremità occidentale, 25 metri (82 piedi) di diametro e 2,5 metri (8,2 piedi) di altezza.

## Scavo
C'è stato uno scavo archeologico del sito nel 1939 da C. K. Croft Andrew; il progetto fu abbandonato allo scoppio della guerra ei risultati non furono pubblicati. Nel 1997 sono state analizzate le principali scoperte e nel 2011 l'Unità archeologica della Cornovaglia ha pubblicato Trevelgue Head, Cornwall: the importance of CK Croft Andrew’s 1939 excavations for prehistoric and Roman Cornwall.

## Reperti da scavo
C'erano prove che il sito fosse occupato dal periodo mesolitico, ma la maggior parte dei resti si riferiscono all'età del ferro.
Ci sono fondazioni di case circolari dell'età del ferro, del II secolo a.C. La più grande aveva un diametro di 14,5 metri (48 piedi): ci sono resti di un anello di sette o otto buche di palo e un focolare centrale. L'edificio, una delle più grandi case circolari trovate in Cornovaglia, potrebbe essere stato un luogo di incontro, piuttosto che un'abitazione.
Ci sono prove di fusione del bronzo e del ferro: sono stati trovati forni, fosse per la torrefazione del minerale e 200 kg di scorie di ferro. Sono stati trovati circa 600 pezzi di pietra lavorata, oltre 4.000 cocci di ceramica e oggetti di stagno, rame e ferro e vetro.